# 小行星列表/1-100
| 名稱                             | 臨時編號 | 發現日期       | 發現地點     | 發現者                            |
| -------------------------------- | -------- | -------------- | ------------ | --------------------------------- |
| 小行星1穀神星（Ceres）（矮行星） | —        | 1801年1月1日   | 巴勒莫       | 朱塞普·皮亞齊                     |
| 小行星2智神星（Pallas）          | —        | 1802年3月28日  | 不来梅       | 奥伯斯                            |
| 小行星3婚神星（Juno）            | —        | 1804年9月1日   | 奥斯特霍尔茨 | 卡尔·路德维希·哈丁                |
| 小行星4灶神星（Vesta）           | —        | 1807年3月29日  | 不来梅       | 奥伯斯                            |
| 小行星5义神星（Astraea）         | —        | 1845年12月8日  | 德雷兹登科   | 卡尔·路德维希·亨克                |
| 小行星6韶神星（Hebe）            | —        | 1847年7月1日   | 德雷兹登科   | 卡尔·路德维希·亨克                |
| 小行星7虹神星（Iris）            | —        | 1847年8月13日  | 倫敦         | 约翰·罗素·辛德                    |
| 小行星8花神星（Flora）           | —        | 1847年10月18日 | 倫敦         | 约翰·罗素·辛德                    |
| 小行星9颖神星（Metis）           | —        | 1848年4月25日  | 马克里       | 安德鲁·格雷厄姆                   |
| 小行星10健神星（Hygiea）         | —        | 1849年4月12日  | 那不勒斯     | 安尼巴莱·德加斯帕里斯             |
| 小行星11海妖星（Parthenope）     | —        | 1850年5月11日  | 那不勒斯     | 安尼巴莱·德加斯帕里斯             |
| 小行星12凯神星（Victoria）       | —        | 1850年9月13日  | 倫敦         | 约翰·罗素·辛德                    |
| 小行星13芙女星（Egeria）         | —        | 1850年11月2日  | 那不勒斯     | 安尼巴莱·德·加斯帕里斯            |
| 小行星14司宁星（Irene）          | —        | 1851年5月19日  | 倫敦         | 约翰·罗素·辛德                    |
| 小行星15司法星（Eunomia）        | —        | 1851年7月29日  | 那不勒斯     | 安尼巴莱·德·加斯帕里斯            |
| 小行星16灵神星（Psyche）         | —        | 1852年3月17日  | 那不勒斯     | 安尼巴莱·德加斯帕里斯             |
| 小行星17海女星（Thetis）         | —        | 1852年4月17日  | 杜塞尔多夫   | 卡尔·特奥多尔·罗伯特·路德         |
| 小行星18司曲星（Melpomene）      | —        | 1852年6月24日  | 倫敦         | 约翰·罗素·辛德                    |
| 小行星19命神星（Fortuna）        | —        | 1852年8月22日  | 倫敦         | 约翰·罗素·辛德                    |
| 小行星20王后星（Massalia）       | —        | 1852年9月19日  | 那不勒斯     | 安尼巴莱·德·加斯帕里斯            |
| 小行星21司琴星（Lutetia）        | —        | 1852年11月15日 | 巴黎         | 赫尔曼·迈尔·萨洛蒙·戈尔德施密特   |
| 小行星22司赋星（Kalliope）       | —        | 1852年11月16日 | 倫敦         | 约翰·罗素·辛德                    |
| 小行星23司剧星（Thalia）         | —        | 1852年12月15日 | 倫敦         | 约翰·罗素·辛德                    |
| 小行星24司理星（Themis）         | —        | 1853年4月5日   | 那不勒斯     | 安尼巴莱·德·加斯帕里斯            |
| 小行星25福后星（Phocaea）          | —        | 1853年4月6日   | 马赛         | 让·沙科纳克                       |
| 小行星26冥后星（Proserpina）       | —        | 1853年5月5日   | 杜塞尔多夫   | 卡尔·特奥多尔·罗伯特·路德         |
| 小行星27司箫星（Euterpe）        | —        | 1853年11月8日  | 倫敦         | 约翰·罗素·辛德                    |
| 小行星28战神星（Bellona）        | —        | 1854年3月1日   | 杜塞尔多夫   | 卡尔·特奥多尔·罗伯特·路德         |
| 小行星29海后星（Amphitrite）       | —        | 1854年3月1日   | 倫敦         | 阿爾伯特·馬爾夫                   |
| 小行星30司天星（Urania）         | —        | 1854年7月22日  | 倫敦         | 约翰·罗素·辛德                    |
| 小行星31丽神星（Euphrosyne）     | —        | 1854年9月1日   | 華盛頓       | 詹姆斯·弗格森                     |
| 小行星32果神星（Pomona）         | —        | 1854年10月26日 | 巴黎         | 赫尔曼·迈尔·萨洛蒙·戈尔德施密特   |
| 小行星33司瑟星（Polyhymnia）     | —        | 1854年10月28日 | 巴黎         | 让·沙科纳克                       |
| 小行星34巫神星（Circe）          | —        | 1855年4月6日   | 巴黎         | 让·沙科纳克                       |
| 小行星35沉神星（Leukothea）      | —        | 1855年4月19日  | 杜塞尔多夫   | 卡尔·特奥多尔·罗伯特·路德         |
| 小行星36驰神星（Atalante）       | —        | 1855年10月5日  | 巴黎         | 赫尔曼·迈尔·萨洛蒙·戈尔德施密特   |
| 小行星37忠神星（Fides）          | —        | 1855年10月5日  | 杜塞尔多夫   | 卡尔·特奥多尔·罗伯特·路德         |
| 小行星38卵神星（Leda）           | —        | 1856年1月12日  | 巴黎         | 让·沙科纳克                       |
| 小行星39喜神星（Laetitia）       | —        | 1856年2月8日   | 巴黎         | 让·沙科纳克                       |
| 小行星40谐神星（Harmonia）       | —        | 1856年3月31日  | 巴黎         | 赫尔曼·迈尔·萨洛蒙·戈尔德施密特   |
| 小行星41桂神星（Daphne）         | —        | 1856年5月22日  | 巴黎         | 赫尔曼·迈尔·萨洛蒙·戈尔德施密特   |
| 小行星42育神星（Isis）           | —        | 1856年5月23日  | 牛津         | 諾曼·羅伯特·普森                  |
| 小行星43愛女星（Ariadne）        | —        | 1857年4月15日  | 牛津         | 諾曼·羅伯特·普森                  |
| 小行星44侍神星（Nysa）           | —        | 1857年5月27日  | 巴黎         | 赫尔曼·迈尔·萨洛蒙·戈尔德施密特   |
| 小行星45香女星（Eugenia）        | —        | 1857年6月27日  | 巴黎         | 赫尔曼·迈尔·萨洛蒙·戈尔德施密特   |
| 小行星46司祭星（Hestia）         | —        | 1857年8月16日  | 牛津         | 諾曼·羅伯特·普森                  |
| 小行星47仁神星（Aglaja）         | —        | 1857年9月15日  | 杜塞尔多夫   | 卡尔·特奥多尔·罗伯特·路德         |
| 小行星48昏神星（Doris）          | —        | 1857年9月19日  | 巴黎         | 赫尔曼·迈尔·萨洛蒙·戈尔德施密特   |
| 小行星49牧神星（Pales）          | —        | 1857年9月19日  | 巴黎         | 赫尔曼·迈尔·萨洛蒙·戈尔德施密特   |
| 小行星50贞女星（Virginia）       | —        | 1857年10月4日  | 華盛頓       | 詹姆斯·弗格森                     |
| 小行星51禽神星（Nemausa）        | —        | 1858年1月22日  | 尼姆         | 約瑟夫·讓·皮埃爾·洛朗             |
| 小行星52欧女星（Europa）         | —        | 1858年2月4日   | 巴黎         | 赫尔曼·迈尔·萨洛蒙·戈尔德施密特   |
| 小行星53岛神星（Kalypso）        | —        | 1858年4月4日   | 杜塞尔多夫   | 卡尔·特奥多尔·罗伯特·路德         |
| 小行星54哲女星（Alexandra）      | —        | 1858年9月10日  | 巴黎         | 赫尔曼·迈尔·萨洛蒙·戈尔德施密特   |
| 小行星55祸神星（Pandora）        | —        | 1858年9月10日  | 奥尔巴尼     | 喬治·瑪麗·塞爾                    |
| 小行星56中神星（Melete）         | —        | 1857年9月9日   | 巴黎         | 赫尔曼·迈尔·萨洛蒙·戈尔德施密特   |
| 小行星57龙女星（Mnemosyne）      | —        | 1859年9月22日  | 杜塞尔多夫   | 卡尔·特奥多尔·罗伯特·路德         |
| 小行星58协神星（Concordia）      | —        | 1860年3月24日  | 杜塞尔多夫   | 卡尔·特奥多尔·罗伯特·路德         |
| 小行星59乾神星（Elpis）          | —        | 1860年9月12日  | 巴黎         | 让·沙科纳克                       |
| 小行星60司音星（Echo）           | —        | 1860年9月14日  | 華盛頓       | 詹姆斯·弗格森                     |
| 小行星61囚神星（Danaë）          | —        | 1860年9月9日   | 巴黎         | 赫尔曼·迈尔·萨洛蒙·戈尔德施密特   |
| 小行星62效神星（Erato）          | —        | 1860年9月14日  | 柏林         | 奧斯卡·雷瑟、威廉·朱利斯·福爾斯特 |
| 小行星63澳女星（Ausonia）        | —        | 1861年2月10日  | 那不勒斯     | 安尼巴莱·德加斯帕里斯             |
| 小行星64神女星（Angelina）       | —        | 1861年3月4日   | 马赛         | 恩斯特·威廉·勒伯莱希特·坦普尔     |
| 小行星65原神星（Cybele）         | —        | 1861年3月8日   | 马赛         | 恩斯特·威廉·勒伯莱希特·坦普尔     |
| 小行星66光神星（Maja）           | —        | 1861年4月9日   | 剑桥         | 賀拉斯·帕內爾·塔特爾              |
| 小行星67亚女星（Asia）           | —        | 1861年4月17日  | 马德拉斯     | 諾曼·羅伯特·普森                  |
| 小行星68明神星（Leto）           | —        | 1861年4月29日  | 杜塞尔多夫   | 卡尔·特奥多尔·罗伯特·路德         |
| 小行星69夕神星（Hesperia）       | —        | 1861年4月26日  | 米兰         | 喬范尼·夏帕雷利                   |
| 小行星70蟹神星（Panopaea）       | —        | 1861年5月5日   | 巴黎         | 赫尔曼·迈尔·萨洛蒙·戈尔德施密特   |
| 小行星71石女星（Niobe）          | —        | 1861年8月13日  | 杜塞尔多夫   | 卡尔·特奥多尔·罗伯特·路德         |
| 小行星72期女星（Feronia）        | —        | 1861年5月29日  | 克林顿       | 克里斯蒂安·亨利·弗里德里希·彼得斯 |
| 小行星73芥神星（Klytia）         | —        | 1862年4月7日   | 剑桥         | 賀拉斯·帕內爾·塔特爾              |
| 小行星74巫女星（Galatea）        | —        | 1862年8月29日  | 马克里       | 恩斯特·威廉·勒伯莱希特·坦普尔     |
| 小行星75狱神星（Eurydike）       | —        | 1862年9月22日  | 克林顿       | 克里斯蒂安·亨利·弗里德里希·彼得斯 |
| 小行星76舒女星（Freia）          | —        | 1862年10月21日 | 哥本哈根     | 海因里希·路易·达雷                |
| 小行星77寒神星（Frigga）         | —        | 1862年11月12日 | 克林顿       | 克里斯蒂安·亨利·弗里德里希·彼得斯 |
| 小行星78月神星（Diana）          | —        | 1863年3月15日  | 杜塞尔多夫   | 卡尔·特奥多尔·罗伯特·路德         |
| 小行星79配女星（Eurynome）       | —        | 1863年9月14日  | 安娜堡       | 詹姆斯·克雷格·沃森                |
| 小行星80赋神星（Sappho）         | —        | 1864年5月2日   | 马德拉斯     | 諾曼·羅伯特·普森                  |
| 小行星81司舞星（Terpsichore）    | —        | 1864年9月30日  | 马赛         | 恩斯特·威廉·勒伯莱希特·坦普尔     |
| 小行星82怨女星（Alkmene）        | —        | 1864年11月27日 | 杜塞尔多夫   | 卡尔·特奥多尔·罗伯特·路德         |
| 小行星83欣女星（Beatrix）        | —        | 1865年4月26日  | 那不勒斯     | 安尼巴莱·德加斯帕里斯             |
| 小行星84史神星（Klio）           | —        | 1865年8月25日  | 杜塞尔多夫   | 卡尔·特奥多尔·罗伯特·路德         |
| 小行星85犊神星（Io）             | —        | 1865年9月19日  | 克林顿       | 克里斯蒂安·亨利·弗里德里希·彼得斯 |
| 小行星86化女星（Semele）         | —        | 1866年1月4日   | 柏林         | 弗里德里希·蒂特金                 |
| 小行星87林神星（Sylvia）         | —        | 1866年5月16日  | 马德拉斯     | 諾曼·羅伯特·普森                  |
| 小行星88尽女星（Thisbe）         | —        | 1866年6月15日  | 克林顿       | 克里斯蒂安·亨利·弗里德里希·彼得斯 |
| 小行星89信女星（Julia）          | —        | 1866年8月6日   | 马赛         | 讓·瑪里·愛德華·史提芬             |
| 小行星90休神星（Antiope）        | —        | 1866年10月1日  | 杜塞尔多夫   | 卡尔·特奥多尔·罗伯特·路德         |
| 小行星91河神星（Aegina）         | —        | 1866年11月4日  | 马赛         | 讓·瑪里·愛德華·史提芬             |
| 小行星92波女星（Undina）         | —        | 1867年7月7日   | 克林顿       | 克里斯蒂安·亨利·弗里德里希·彼得斯 |
| 小行星93慧神星（Minerva）        | —        | 1867年8月24日  | 安娜堡       | 詹姆斯·克雷格·沃森                |
| 小行星94彩神星（Aurora）         | —        | 1867年9月6日   | 安娜堡       | 詹姆斯·克雷格·沃森                |
| 小行星95源神星（Arethusa）       | —        | 1867年11月23日 | 杜塞尔多夫   | 卡尔·特奥多尔·罗伯特·路德         |
| 小行星96辉神星（Aegle）          | —        | 1868年2月17日  | 马赛         | 耶羅姆·尤金·科吉亞                |
| 小行星97纺神星（Klotho）         | —        | 1868年2月17日  | 马赛         | 恩斯特·威廉·勒伯莱希特·坦普尔     |
| 小行星98佳女星（Ianthe）         | —        | 1868年4月18日  | 克林顿       | 克里斯蒂安·亨利·弗里德里希·彼得斯 |
| 小行星99泰神星（Dike）           | —        | 1868年5月28日  | 马赛         | 阿方斯·路易·尼古拉斯·包瑞利       |
| 小行星100权神星（Hekate）        | —        | 1868年7月11日  | 安娜堡       | 詹姆斯·克雷格·沃森                |

| 上一頁： – | 小行星列表 1-100 | 下一頁： 101-200 |